# The Sun and the Rain
The Sun and the Rain is een single uit 1983 van de Britse ska-popband Madness. In Engeland werd het hun laatste top 10-hit tot de heruitgave van It Must Be Love in 1992. 

## Achtergrond
Het Motownachtige The Sun and the Rain werd in februari 1983 voor het eerst opgevoerd tijdens een uitverkochte tournee door Engeland. In mei en september vonden de opnamen plaats. Dick Cuthell, de live-trompettist van The Specials verleende zijn medewerking. De single verscheen op 30 oktober en was naar goed gebruik voorzien van een nutty videoclip waarin de bandleden, gehuld in passende kledij, een gesimuleerde regenbui trotseerden; een aantal scènes speelden zich af in het linkeroor van zanger Suggs. 
In november verscheen Madness in Top of the Pops voor een playbackoptreden; tweede zanger Chas Smash veroorzaakte opschudding door een verborgen boodschap door te geven aan zijn gedetineerde broer Brandan die kort na het zien van de uitzending uit de gevangenis ontsnapte. 

## B-kant
De B-kant is Fireball XL5, gezongen door saxofonist Lee Thompson. Begin jaren 90 - toen Madness tijdelijk uit elkaar was - werd het gespeeld bij optredens van The Nutty Boys, de band waarmee Thompson en gitarist Chris Foreman het kroegen- en zalencircuit aandeden.
Suggs · Mike Barson · Lee Thompson · Chris Foreman · Mark Bedford · Daniel Woodgate · Chas Smash